# Згорня Сориця
Згорня Сорица (словен. Zgornja Sorica) — поселення в общині Железнікі, Горенський регіон, Словенія. Висота над рівнем моря: 859,8 м.